# Oogenius penai
Oogenius penai är en skalbaggsart som beskrevs av José E. Mondaca 2004. Oogenius penai ingår i släktet Oogenius och familjen Rutelidae. Inga underarter finns listade i Catalogue of Life.